# James Kakalios
James Kakalios (27 dicembre 1958) è un insegnante, divulgatore scientifico e scrittore statunitense.

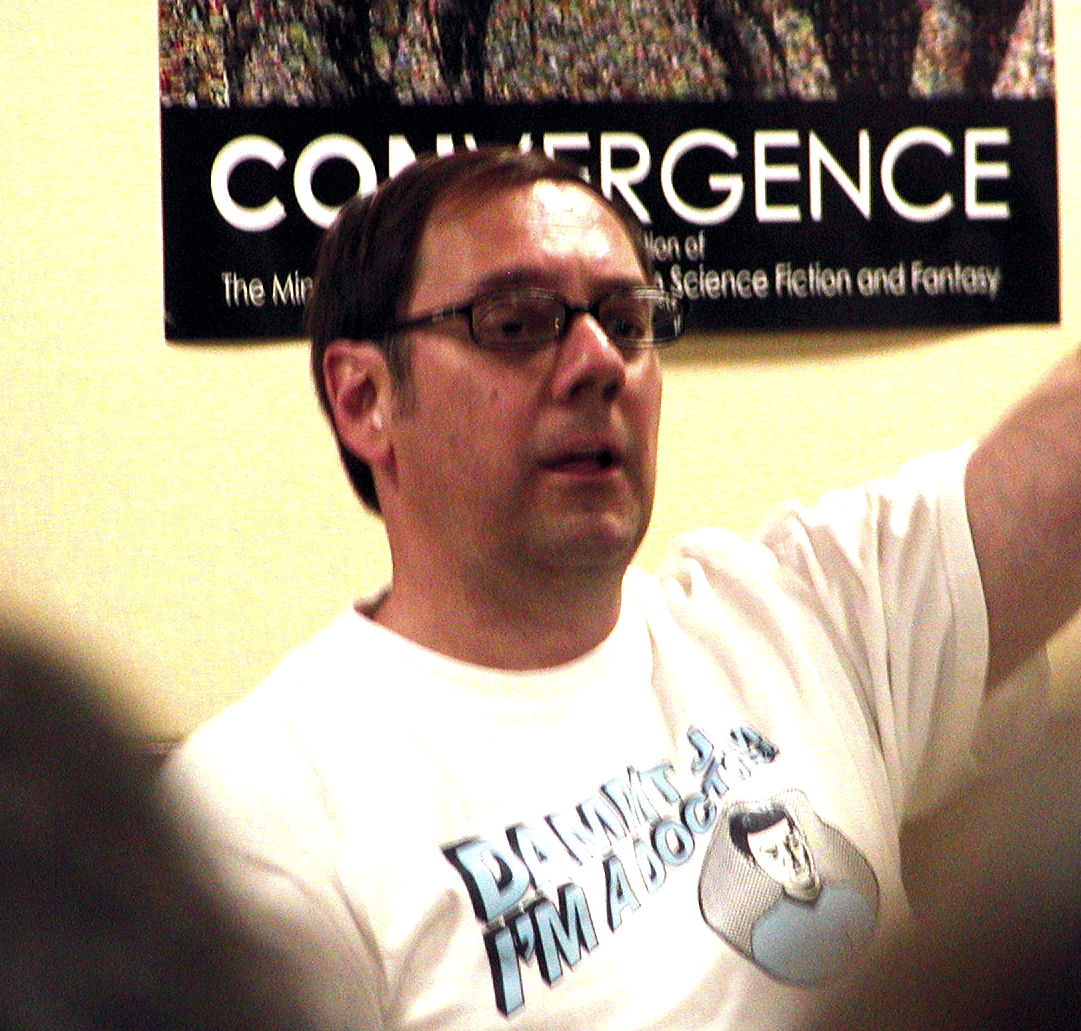

È un professore di fisica e astronomia all'Università del Minnesota. Noto nella comunità scientifica per il suo lavoro con semiconduttori amorfi, materiali granulari e rumore 1/f, è noto al grande pubblico come l'autore del libro La fisica dei supereroi, un manuale di fisica che parte dai superpoteri degli eroi dei fumetti e arriva a costruire una guida alle leggi fisiche dell'universo.

## Biografia
James Kakalios è di origini greco-estoni, è sposato e ha tre figli.
Nel 1979 si è diplomato in campo scientifico tecnologico, con il massimo dei voti, al City College di New York. Nel 1982 ha ottenuto il M.S in fisica all'Università di Chicago e successivamente nel 1985 ha ottenuto il PhD in fisica all'Università di Chicago. 
Dal 1988 insegna come professore di fisica e astronomia all'Università del Minnesota. 

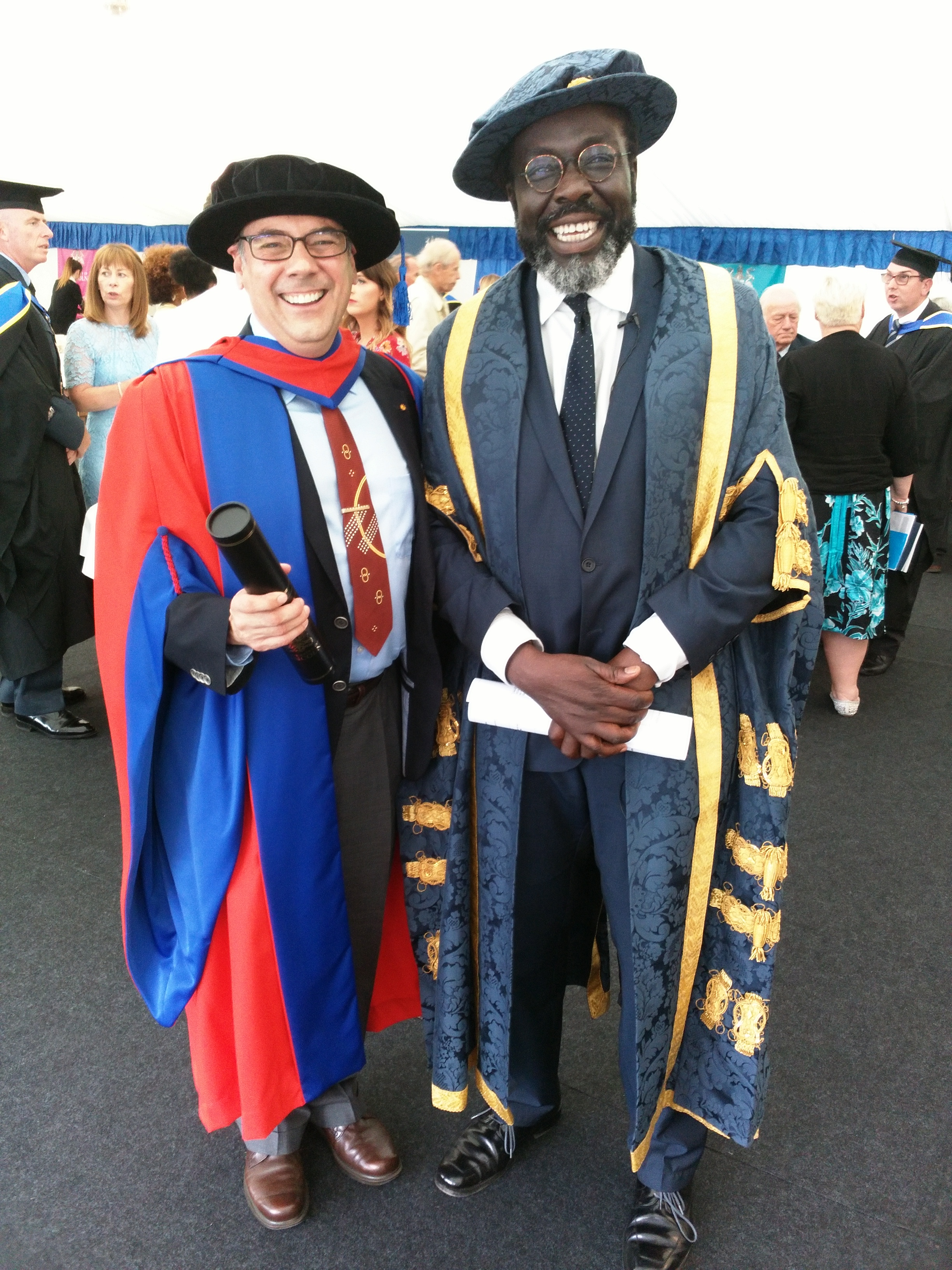
James Kakalios (a sinistra) con il cancelliere dell'Università di Lincoln (UK) Lord Victor Adebowale (a destra) dopo aver ricevuto la laurea onoraria.

Kakalios ha creato un corso di fisica chiamato "Tutto quello che dovevo sapere sulla fisica l'ho appreso dai fumetti" (Everything I Know About Physics I Learned By Reading Comic Books), molto seguito dagli studenti, in cui spiega i concetti di fisica, da quelli elementari a quelli più complessi, partendo dai superpoteri dei personaggi dei fumetti. Il grande successo del corso ha portato Kakalios a scrivere due libri al riguardo.
Nel 2005 Kakalios ha pubblicato il suo primo libro, La fisica dei supereroi (The physics of superheroes), tradotto in tedesco, italiano, spagnolo, cinese e coreano.
Due anni dopo, nel 2007, su richiesta dell'Accademia nazionale delle scienze (Stati Uniti d'America), ha lavorato come consulente scientifico per la Warner Bros. nel film Watchmen. Appare anche nella versione DVD del film, dove discute della scienza dietro uno dei personaggi centrali della storia: il Dr. Manhattan.
Nel 2009, ha realizzato con il Servizio Notizie dell'Università del Minnesota un video su "The Science of Watchmen". Il video è stato visto oltre 1,6 milioni di volte e ha vinto un Emmy Award regionale nella categoria "Advanced Media: Arte / Intrattenimento".
Nel 2009 ha pubblicato anche il suo secondo libro, intitolato The Physics of Superheroes: MORE HEROES! MORE VILLAINS! MORE SCIENCE! SPECTACULAR SECOND EDITION. Il libro è un seguito de La fisica dei supereroi e non è stato tradotto in altre lingue.
Nel 2011 ha pubblicato il suo terzo libro, The amazing story of quantum mechanics, in cui,  usando esempi tratti da riviste di fantascienza e fumetti, spiega i principi fondamentali della meccanica quantistica che sono alla base del mondo.
Nel 2012 è stato uno dei consulenti scientifici per il film Marvel Studios The Amazing Spider-Man.
Il 7 settembre del 2017 gli è stata assegnata la laurea ad honorem (Doctor of Science) dell'University of Lincoln (U.K.). 
Nello stesso anno ha pubblicato anche il suo quarto libro, La fisica nelle cose di ogni giorno (The Physics of Everyday Things), dove viene spiegato come la fisica renda il mondo così conveniente e di come accompagni le cose che vengono usate ogni giorno, come per esempio un tostapane o uno spazzolino da denti. Il libro è il racconto di una giornata qualunque di una persona qualunque, dove si vengono a incontrare oggetti di uso comune i quali sono dei concentrati di leggi fisiche.

## Opere
1. 2005 -  James Kakalios, La fisica dei supereroi - (The physics of superheroes), traduzione di Lorenzo Lilli, Einaudi, 2014, ISBN 978-88-06-22148-5.[12]
2. 2009 -  James Kakalios, The Physics of Superheroes-MORE HEROES! MORE VILLAINS! MORE SCIENCE! SPECTACULAR SECOND EDITION, Avery, 2009, ISBN 978-15-92-40508-4.[6]
3. 2011 -  James Kakalios, The amazing story of quantum mechanics, Avery, 2011, ISBN 978-15-92-40672-2.[13]
4. 2017 -  James Kakalios, La fisica nelle cose di ogni giorno - (The physics of everyday things), traduzione di Giuliana Lupi, Einaudi, 2018, ISBN 978-88-06-23615-1.[14]

## Onorificenze e premi
- Laurea ad honorem, University of Lincoln (U.K.), 2017
- Andrew Gemant Award, American Institute of Physics, 2016
- Fellow, American Physical Society, 2015
- AAAS Award for Public Engagement with Science, 2014
- Fellow, American Association for the Advancement of Science, 2013
- Taylor Distinguished Professor, University of Minnesota, 2008
- Charles E. Bowers Faculty Teaching Award, University of Minnesota, 2003
- Institute of Technology Student Board – Professor of the Year, University of Minnesota, 2003[4]